# Чоунинг, Джон
Джон Чоунинг (англ. John M. Chowning, 22 августа 1934, Сейлем, Нью-Джерси) — американский композитор, музыкант, изобретатель, известный своей работой в Стэнфордском университете и изобретением FM-синтеза.

## Биография
Обучался музыкальному искусству в Спрингфилде, штат Огайо, в частном университете Виттенберга, где в 1959 году получил степень бакалавра музыки. Затем в течение трёх лет обучался музыкальной композиции у Нади Буланже в Париже, а в 1966 году получил степень доктора музыкальных искусств в Стэнфорде, где и остался работать на должности профессора на долгие годы. В 1975 году стал основателем и директором Центра компьютерных исследований в музыке и акустике — CCRMA (англ. Center for Computer Research in Music and Acoustics) при Стэнфордском университете. Несколько лет работал в Париже в институте IRCAM.
Наибольшую известность Джон Чоунинг приобрёл за изобретение в 1967 году алгоритма FM-синтеза, используемого во многих электронных музыкальных инструментах. Первым таким инструментом стал синтезатор Yamaha GS1, опытные образцы которого были созданы в 1981 году. В 1983 году выпущен первый коммерчески успешный синтезатор Yamaha DX7, который был очень популярен в 1980-е годы, и, преимущественно из-за относительно низкой стоимости и компактности, стал одной из наиболее продаваемых моделей за всю историю существования синтезаторов.

## Творчество
- Sabelithe, 1966, переработано в 1971;
- Turenas, 1972;
- Stria, 1977;
- Phoné, 1980—1981;
- Voices, 2005.